# Колкер, Дмитрий Борисович
Дмитрий Борисович Колкер (7 июня 1968, Новосибирск — 2 июля 2022, Москва) — российский физик, специалист в области лазерной физики, нелинейной оптики и спектроскопии. Доктор физико-математических наук, заведующий лабораторией квантовых оптических технологий Новосибирского государственного университета, профессор Новосибирского государственного технического университета. Занимался фундаментальными и прикладными оптическими исследованиями, в частности, разрабатывал спектроскопические устройства для экспресс-анализа выдыхаемого воздуха и газоанализаторы для беспилотных летательных аппаратов.
30 июня 2022 года Колкер был арестован по подозрению в государственной измене прямо в больнице, куда его госпитализировали накануне вечером в связи с ухудшением состояния. У него была четвёртая стадия рака. Через два дня Колкер скончался в московской больнице, куда был доставлен из следственного изолятора.

## Биография
Дмитрий Колкер родился 7 июня 1968 года в Новосибирске, куда после войны переехал с семьёй его дед Иосиф Колкер, учёный-авиастроитель, основатель факультета летательных аппаратов НГТУ.
По воспоминаниям родственников, Дмитрий Колкер до двадцати лет больше интересовался музыкой, чем наукой. Он играл на органе и фортепиано и, даже став известным учёным, все ещё продолжал музицировать дома и давать концерты.
В 2001 году защитил кандидатскую диссертацию на тему «Частотный репер в области 732 нм для прецизионной лазерной спектроскопии мюония». В 2011 году защитил докторскую диссертацию на тему «Лазерные синтезаторы оптических частот на основе параметрических генераторов света».
Заведовал лабораторией квантовых оптических технологий Новосибирского государственного университета. В Новосибирском государственном техническом университете преподавал курсы «Проектирование лазерных систем» и «Физика оптических явлений». Под его руководством были защищены две кандидатские диссертации. В 2021 году выдвигался кандидатом на должность директора Института лазерной физики Сибирского отделения РАН, но занял второе место, уступив Алексею Тайченачеву.
По воспоминаниям жены, летом 2021 года к Колкеру обращался следователь, требуя подписать экспертное заключение против другого учёного, но Колкер отказался.

### Научные результаты
Совместно с BNM-SYRTE и Массачусетским технологическим институтом, впервые в мире исследовал параметрические генераторы света с самосинхронизацией фазы. На основе параметрических генераторов света в инфракрасном диапазоне создал устройства для экспресс-анализа выдыхаемого воздуха. Впервые в России создал компактные газоанализаторы для беспилотных летательных аппаратов на основе квантово-каскадных лазеров и оптико-акустических детекторов.

### Арест и смерть
30 июня 2022 года Советский районный суд Новосибирска арестовал Дмитрия Колкера по подозрению в государственной измене (ст. 275 УК РФ). Его перевезли из Новосибирска в Москву и поместили в следственный изолятор Лефортово.
Перед арестом учёный находился на длительном больничном, у него была четвёртая стадия рака поджелудочной железы. По словам родственников, он уже был не в состоянии самостоятельно питаться и находился под действием сильнодействующих обезболивающих препаратов, что делало невозможной дачу осознанных показаний. Судья Ирина Алиева проигнорировала предоставленные адвокатами документы от лечащих врачей подсудимого. В уголовном деле помимо прочих документов имелась справка за подписью терапевта Новосибирской областной больницы Александра Романенко, написанная утром 30 июня, примерно через час после выписки Колкера из стационара (при этом адвокат Федулов нигде не упомянул о наличии или отсутствии в деле выписки или справки при выписке), врач ранее не имел отношения к лечению Колкера. В справке был указан ошибочный диагноз (поджелудочная железа перепутана с предстательной) и утверждалось, что на момент осмотра Колкер находится в «состоянии средней степени тяжести» и «может участвовать в следственных действиях и присутствовать на судебном заседании». 
По словам сына учёного, Дмитрия Колкера обвиняли в разглашении государственной тайны в лекциях, которые он читал в Китае, хотя доклады были заверены для подтверждения отсутствия гостайны и читались в присутствии сотрудника ФСБ. С этой точкой зрения согласны и ряд академиков РАН (Клуб «1 июля»), опубликовавших скан результатов экспертизы, подтверждающих отсутствие в лекциях Колкера сведений, составляющих государственную тайну.
3 июля родным учёного доставили телеграмму, в которой говорилось, что Дмитрий Колкер умер в 02:40 2 июля в московской больнице № 29. После этого долгое время родным не удавалось получить тело учёного.
19 июля тело Дмитрия Колкера было кремировано в новосибирском крематории. На похоронах присутствовало около 80 человек, в том числе его коллеги, недавние аспиранты, студенты.

### Общественная реакция на смерть учёного
Журналистка и правозащитница Ева Меркачёва назвала арест смертельно больного Колкера «апогеем бесчеловечности». Клуб «1 июля» заявил про арест смертельно больного Колкера, что «это бесчеловечное действие следственных органов грубо нарушает элементарные принципы гуманизма», и потребовал привлечь к ответственности виновных в смерти Колкера. Адвокат и активист Иван Павлов высказал мнение, что Колкер был арестован спецслужбами именно потому, что находился при смерти: если бы он умер до ареста, то «ожидание наград и премий накрылось бы медным тазом».
3 июля, в день смерти учёного, в новосибирском Академгородке около памятника академику Валентину Коптюгу возник стихийный мемориал в честь Дмитрия Колкера и его коллеги, 75-летнего Анатолия Маслова, также арестованного российскими правоохранителями и обвинённого в госизмене. К вечеру цветы и табличка исчезли, а возле памятника появился наряд полиции. На следующий день, 4 июля, возле памятника Михаилу Лаврентьеву вновь появился стихийный мемориал памяти Дмитрия Колкера, так же быстро ликвидированный сотрудниками полиции. В Новосибирске также появились листовки и плакаты, посвящённые Колкеру.
По словам адвоката семьи Колкера Александра Федулова, Следственный комитет РФ не обнаружил признаков преступления в аресте Колкера и передал заявление адвоката в ФСБ, чтобы там установили, нарушили ли закон сотрудники ФСБ, задержавшие тяжелобольного учёного.
Также адвокат подал в Министерство здравоохранения РФ жалобу на врача-терапевта Новосибирской областной больницы Александра Романенко за справку с ошибочным диагнозом, которую, вероятно, суд учитывал при избрании меры пресечения (адвокат и сын ученого указывали, что «справка не была ключевой»), связаться с врачом не удалось (в больнице сообщили, что он в отпуске).